# 朱啓禎
朱 啓禎（しゅ けいてい、1927年8月29日 - ）は、中華人民共和国の外交官。

## 生涯
江蘇省宜興県出身。1948年に上海の聖約翰大学を卒業。1949年11月に外交部に入省。1979年の米中国交正常化に関与し、鄧小平副総理の訪米に同行。1982年、八一七公報の交渉に参加。1984年8月から1989年10月まで外交部副部長。1989年から1993年まで駐米大使。1993年から1997年まで第8期全人大にて常務委員会委員および外事委員会副主任委員。